# Angleterre-Roumanie en rugby à XV
Cet article retrace les confrontations entre l'équipe d'Angleterre de rugby à XV et l'équipe de Roumanie de rugby à XV. Les deux équipes se sont affrontées à cinq reprises. Les Anglais l'ont emporté lors des cinq confrontations.

## Les confrontations
Voici la liste des confrontations entre ces deux équipes :
| No | Date              | Lieu                                     | Match                 | Score   | Compétition              |
| -- | ----------------- | ---------------------------------------- | --------------------- | ------- | ------------------------ |
| 1  | 5 janvier 1985    | Stade de Twickenham, Londres, Angleterre | Angleterre – Roumanie | 22 – 15 | test match               |
| 2  | 13 mai 1989       | Stade Dinamo, Bucarest, Roumanie         | Roumanie – Angleterre | 3 – 58  | test match               |
| 3  | 12 novembre 1994  | Stade de Twickenham, Londres, Angleterre | Angleterre – Roumanie | 54 – 3  | test match               |
| 4  | 17 novembre 2001  | Stade de Twickenham, Londres, Angleterre | Angleterre – Roumanie | 134 – 0 | test match               |
| 5  | 24 septembre 2011 | Carisbrook, Dunedin, Nouvelle-Zélande    | Angleterre – Roumanie | 67 – 3  | Coupe du monde (poule B) |